# أندريه مارتنيه
أندريه مارتنيه (بالفرنسية: André Martinet )‏ (و. 1908 – 1999 م) هو لغوي، وأستاذ جامعي فرنسي، وكان عضوًا في جمعية اللغة الحديثة، توفي عن عمر يناهز 91 عاماً.

## التعليم
تعلم في سوربون، وجامعة هومبولت في برلين.

## جوائز
حصل على جوائز منها:
- جائزة فولني (1958)
- جائزة فولني (1938).